# Bollinger B1
Pour les articles homonymes, voir Bollinger et B1.
Le Bollinger B1 est un SUV tout-terrain à quatre roues motrices produit par Bollinger Motors avec une variante pick-up, commercialisé sous le nom de Bollinger B2.

## Histoire
Après la création de Bollinger Motors en 2014, un prototype annonçant le premier véhicule tout-terrain électrique de série de la société a été dévoilé en septembre 2017. Le B1 Concept a pris la forme d'un véhicule trois portes avec une silhouette angulaire et une peinture mate.
Le B1 a été présenté en septembre 2019, adoptant des modifications cosmétiques pour l'apparence des lumières, de la calandre et, surtout, des dimensions de la carrosserie par rapport à l'étude d'il y a deux ans. Le véhicule est devenu plus long, gagnant non pas 3 portes, mais 5 portes avec une deuxième rangée de sièges supplémentaire.
Un autre élément caractéristique de l'apparence du B1 est la carrosserie brute et angulaire maintenue dans un design minimaliste, qui a également été conservé dans l'habitacle. Une solution révolutionnaire a été le développement d'un compartiment pour le transport d'articles longs du bord de la voie avant vers la voie arrière grâce à la mise en place d'un système électrique longitudinalement sous l'habitacle et de sièges largement espacés.

## B2

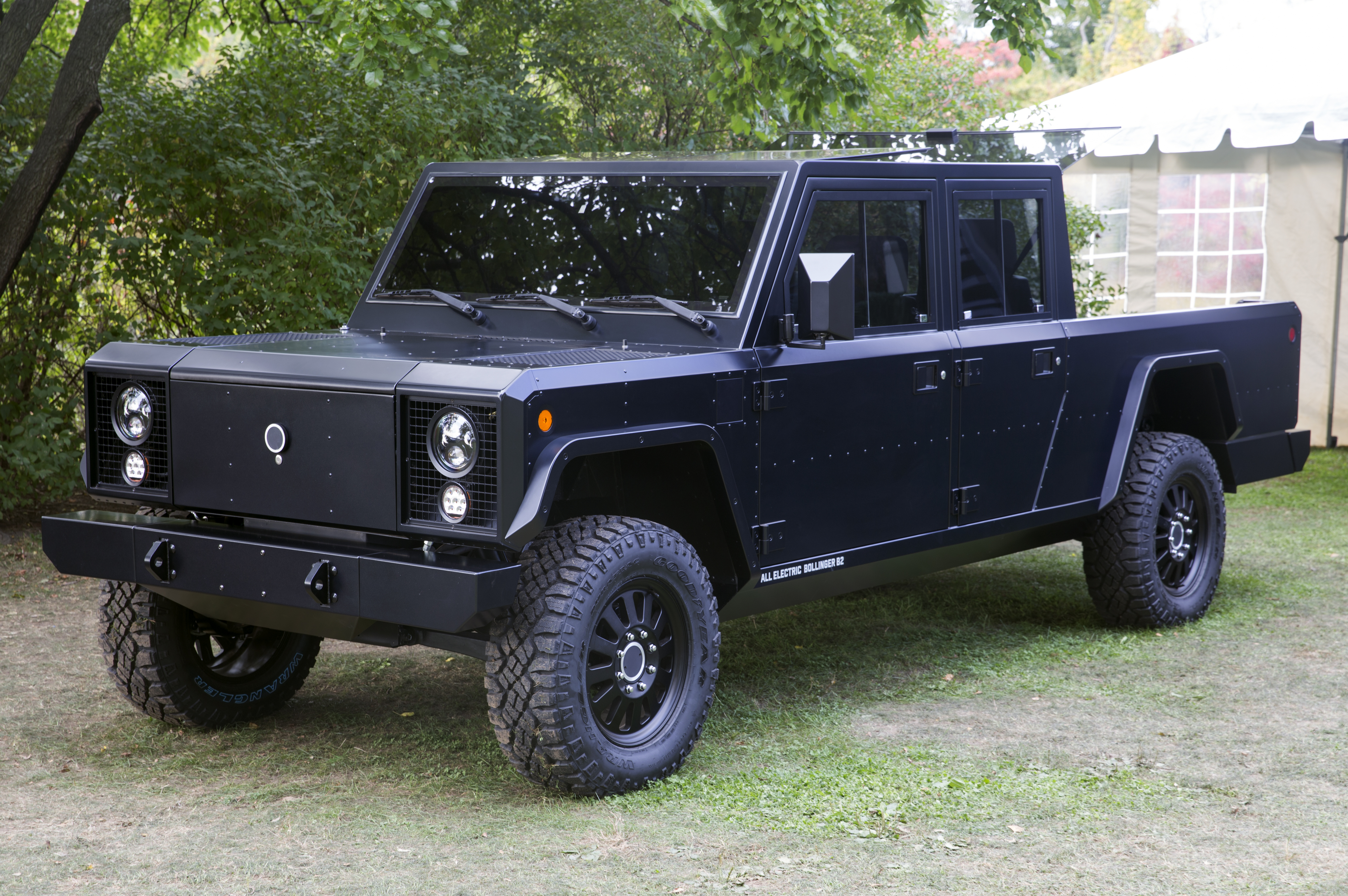
Le Bollinger B2 pick-up

Simultanément à la première du B1, Bollinger a également présenté un pick-up basé sur celui-ci, appelé Bollinger B2. Il se distinguait par un empattement allongé avec un grand compartiment de transport adjacent la cabine pour passagers quatre portes et quatre places.

## Vente
La production des modèles Bollinger de série devrait commencer à la fin de 2020, tandis que les ventes des B1 et B2 devraient commencer au début de 2021 avec des prix commençant à 125 000 $. En janvier 2022, Bollinger a annoncé que la production des B1 et B2 avait été suspendue, remboursant les réservations et se focalisant sur le développement de plates-formes de véhicules électriques.

## Données techniques
Le B1 et le B2 sont tous deux propulsés par deux moteurs électriques d'une puissance totale de 614 ch, développant 905 N m de couple. La capacité de la batterie est de 120 kWh, tandis que la portée projetée est fixée à 322 km. Cela lui permet de parcourir 97 km/h en 4,5 secondes et de monter jusqu'à 161 km/h